# الكسندرا دوقة فايف الثانية
الأميرة آرثر من كونوت دوقة فايف الثانية (بالإنجليزية: Princess Alexandra, 2nd Duchess of Fife)‏ (17 مايو 1891 - 26 فبراير 1959) كانت حفيدة للملك إدوارد السابع ملك المملكة المتحدة وأحفاد الملكة فيكتوريا.